# Distrito de Qulansiyah wa 'Abd-al-Kūrī

Qulansiyah wa 'Abd-al-Kūrī ocupa la zona occidental (izquierda) de la isla de Socotra y la totalidad de los islotes de Abd al Kuri, Samhah y Darsah. En su zona norte se encuentra la capital del distrito, Qulensyah.

El distrito de Qulansiyah wa 'Abd-al-Kūrī es junto con el de Hidaybu uno de los dos distritos de la gobernación de Socotra, en la zona insular del suroriente de Yemen. Ocupa la parte occidental de la isla principal del archipiélago de Socotra y la totalidad los islotes que hay entre ella Somalia. Estos son Abd al Kuri, Samhah y Darsah. El distrito lleva el nombre de su capital, Qulensyah y de la isla de Abd al Kuri. En 2003 tenía una población de 10.109 personas.